# 4328 Valina
A 4328 Valina (ideiglenes jelöléssel 1982 SQ2) a Naprendszer kisbolygóövében található aszteroida. Henri Debehogne fedezte fel 1982. szeptember 18-án.